# Światowy Dzień Własności Intelektualnej
Światowy Dzień Własności Intelektualnej, ang. World Intellectual Property Day - święto ustanowione przez Światową Organizację Własności Intelektualnej (organizację wyspecjalizowaną ONZ, ang. WIPO) obchodzone corocznie 26 kwietnia od 2001 roku.
Dzień ten ustanowiono w 2000 roku a wybrano go na pamiątkę wejścia w życie konwencji powołującej WIPO w 1970 roku. 
Celem tego dnia jest:
- wskazanie społeczeństwu, jak patenty, prawa autorskie, znaki towarowe i wzory mają wpływ na codzienne życie,
- uświadomienie społeczeństwu obowiązującego prawa własności intelektualnej i pogłębienie wiedzy na ten temat,
- wskazanie kreatywności i wkładu przez twórców i wynalazców do rozwoju społeczeństw na całym świecie,
- zachęcanie społeczeństwa do poszanowania praw własności intelektualnej innych osób.